# Dacrymycetes

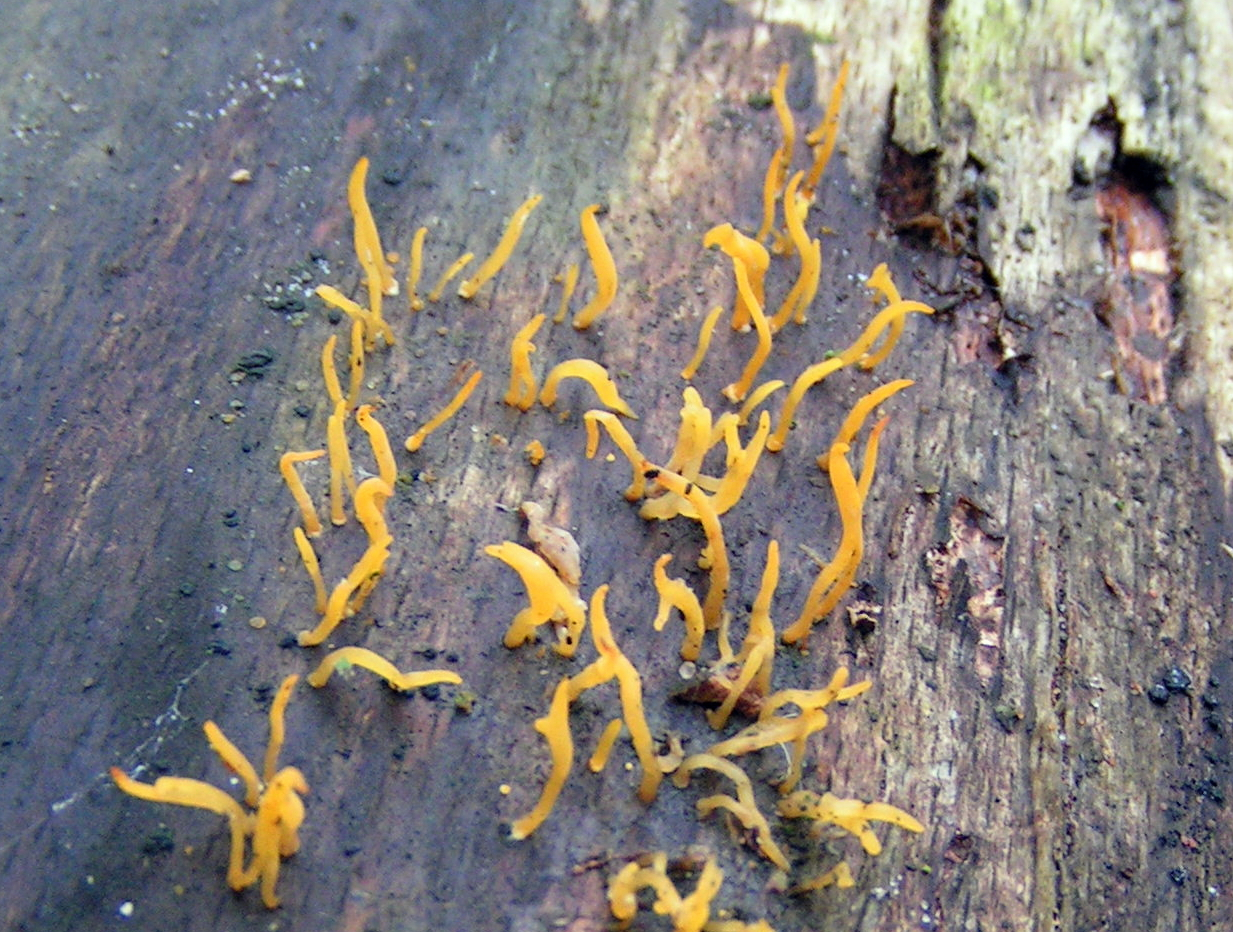
Calocera cornea sobre um tronco em apodrecimento.

Dacrymycetes é uma classe monotípica de fungos do subfilo Agaricomycotina cuja única ordem é Dacrymycetales. Os membros desta agrupamento são fungos gelatinosos, com parentessomas imperfurados e basídios usalmente ramificados, que se distribuem por quatro famílias com distribuição natural do tipo cosmpopolita.

## Descrição
Dacrymycetes é uma classe  de fungos basidiomicetos que consta de uma única ordem, quatro famílias e cerca de 9 géneros e 101 espécies, a maioria na família Dacrymycetaceae.
Apesar da classe atualmente conter a única ordem Dacrymycetales, há uma segunda ordem proposta (Unilacrymales) presentemente tratada ao nível de família.
Os membros da classe Dacrymycetes apresentam parentessomas não perfurados e basídios geralmente ramificados.
A família Dacrymycetaceae,Bref. (1888) a maior do grupo, inclui os seguintes géneros:
- Calocera
- Cerinomyces
- Cerinosterus
- Dacrymyces
- Dacryonaema
- Dacryopinax
- Dacryoscyphus
- Ditiola
- Femsjonia
- Guepiniopsis

Todos os fungos incluídos na classe Dacrymycetes são saprotróficos que apodrecem a madeira. Os basidiocarpos (corpos de frutificação) são ceráceos a gelatinosos, com coloração tipicamente de amarelo a laranja como resultado da presença de pigmentos carotenoides, com morfologia que apresenta várias gradações de corticioide (em camadas aderentes ao substrato e formadores de manchas), em forma de disco ou almofada, espatulados ou clavarioides (em forma de bastão ou semelhantes a corais). Microscopicamente, quase todas as espécies apresentam holobasídios distintos em forma de Y.
As espécies que agora integram esta classe foram anteriormente colocadas entre oa Heterobasidiomycetes e são informalmente referidas por fungos gelatinosos.

## Galeria

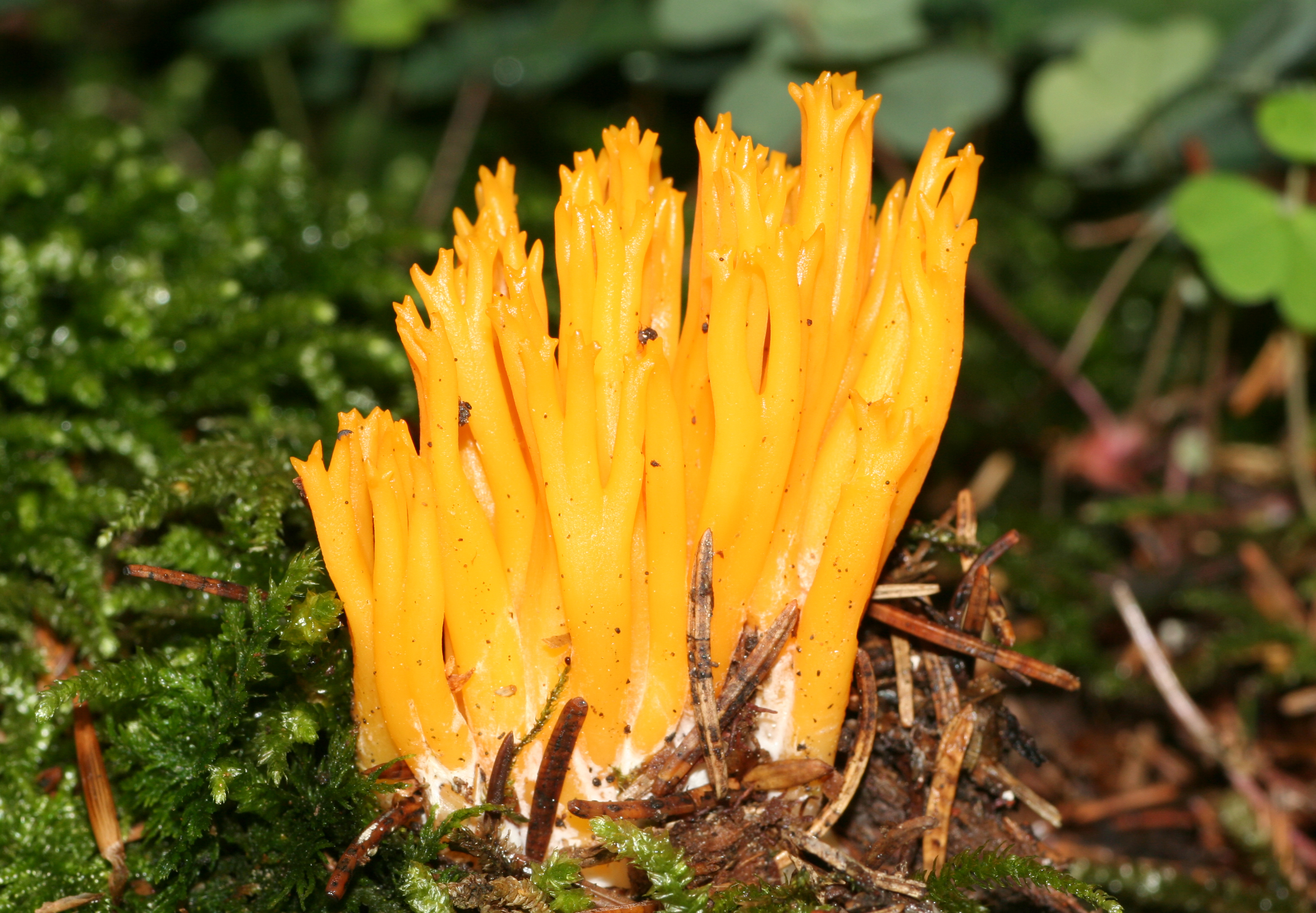
Calocera viscosa
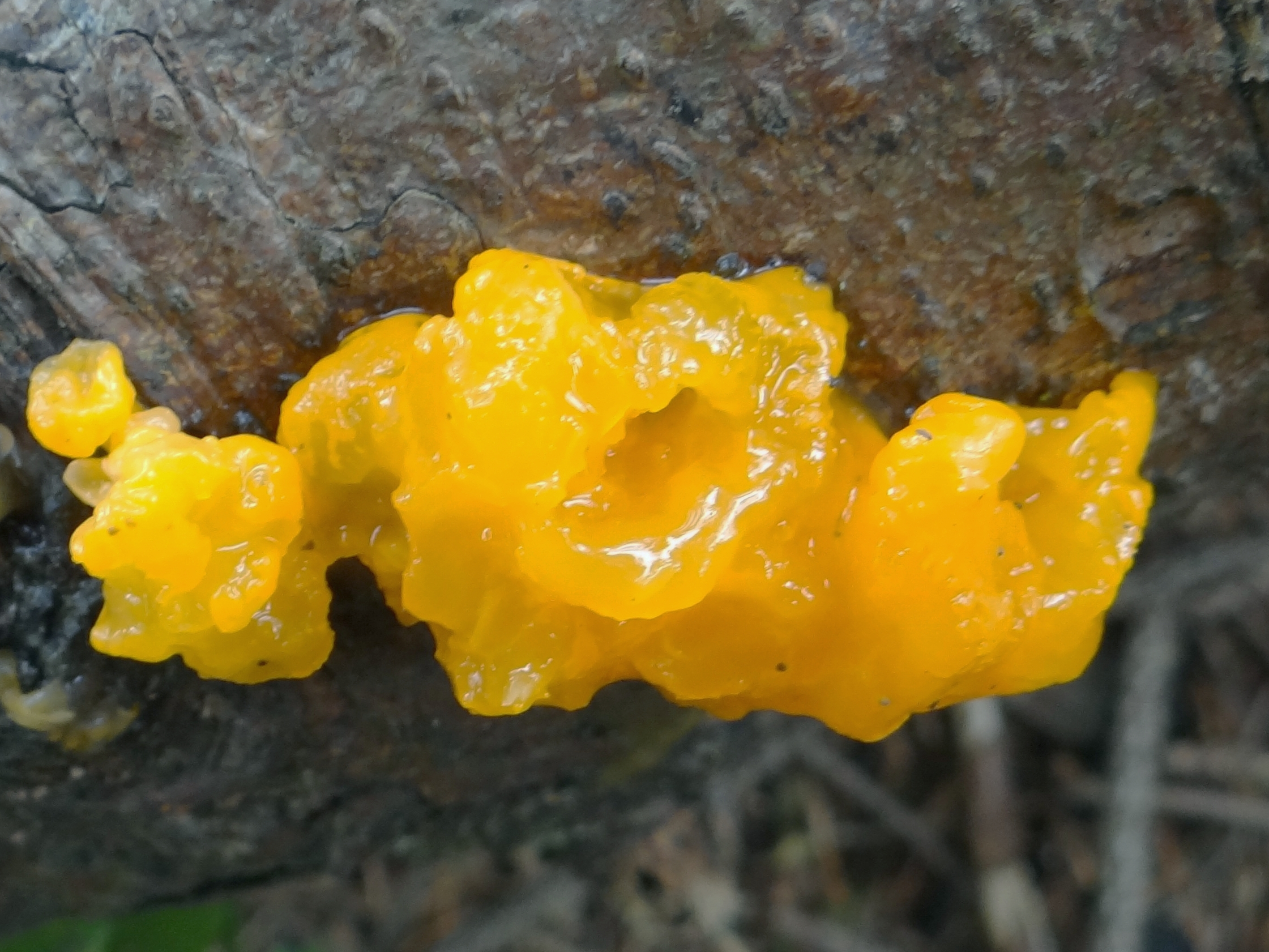
Dacrymyces chrysospermus
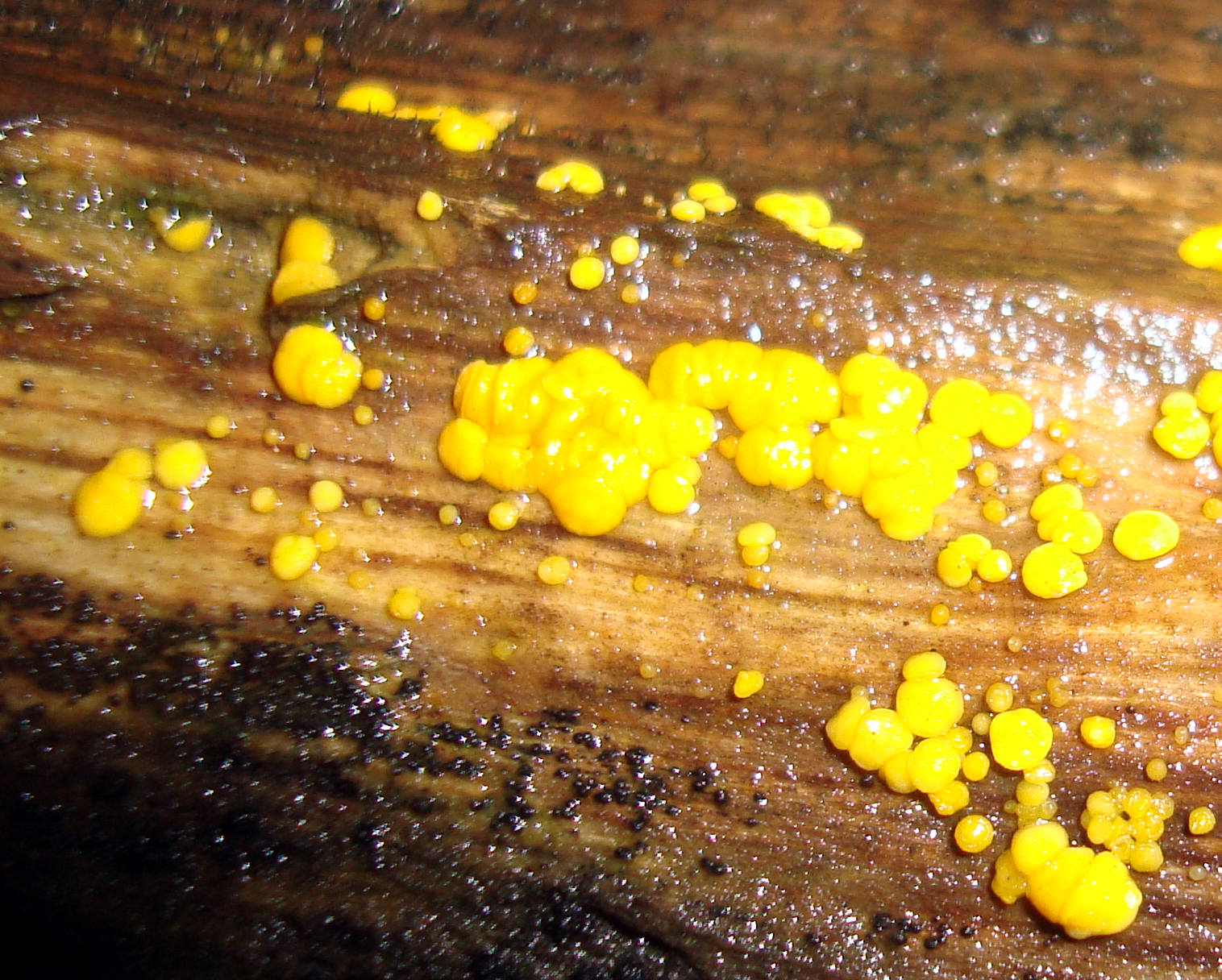
Dacrymyces stillatus
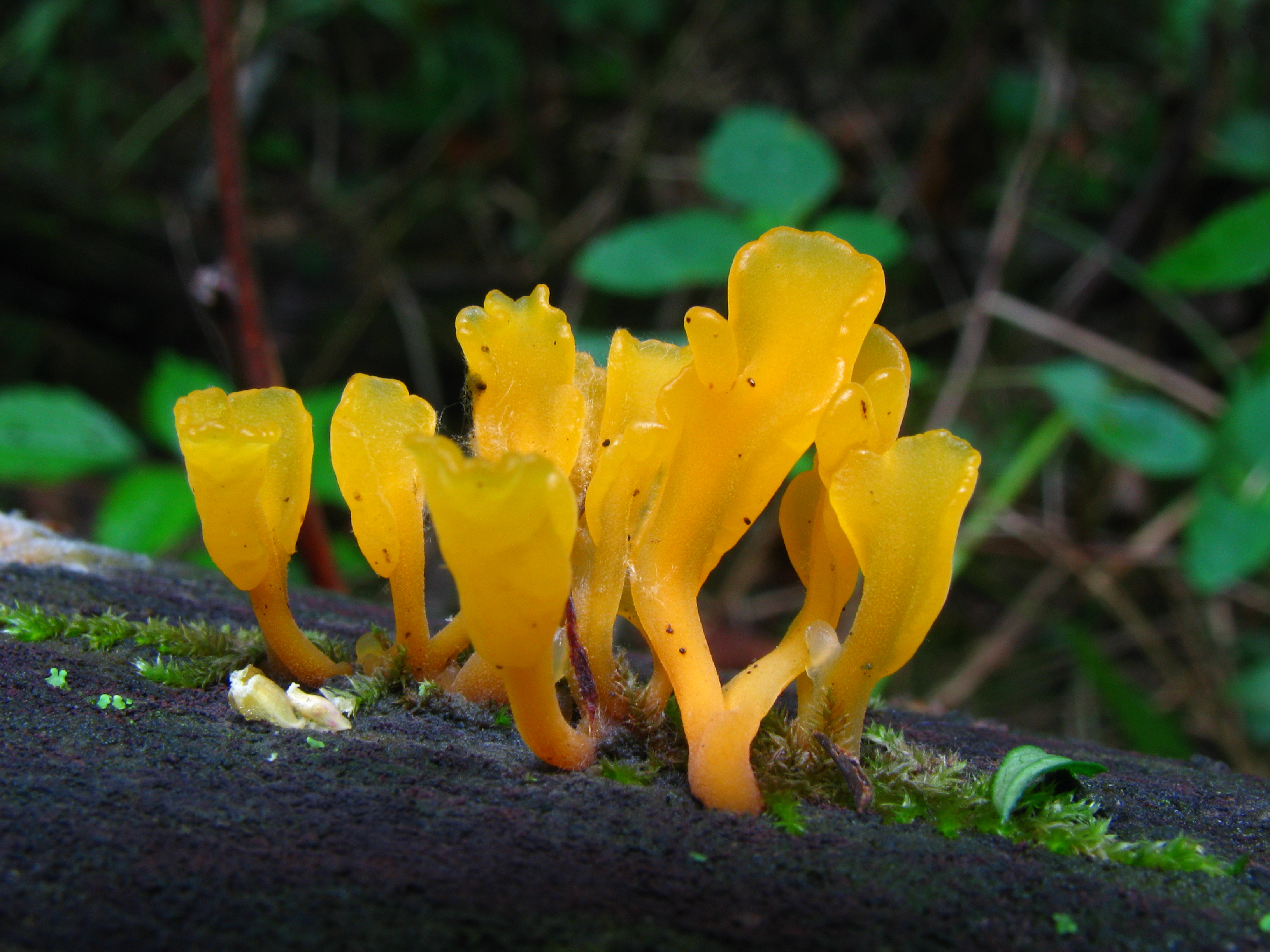
Dacryopinax spathularia
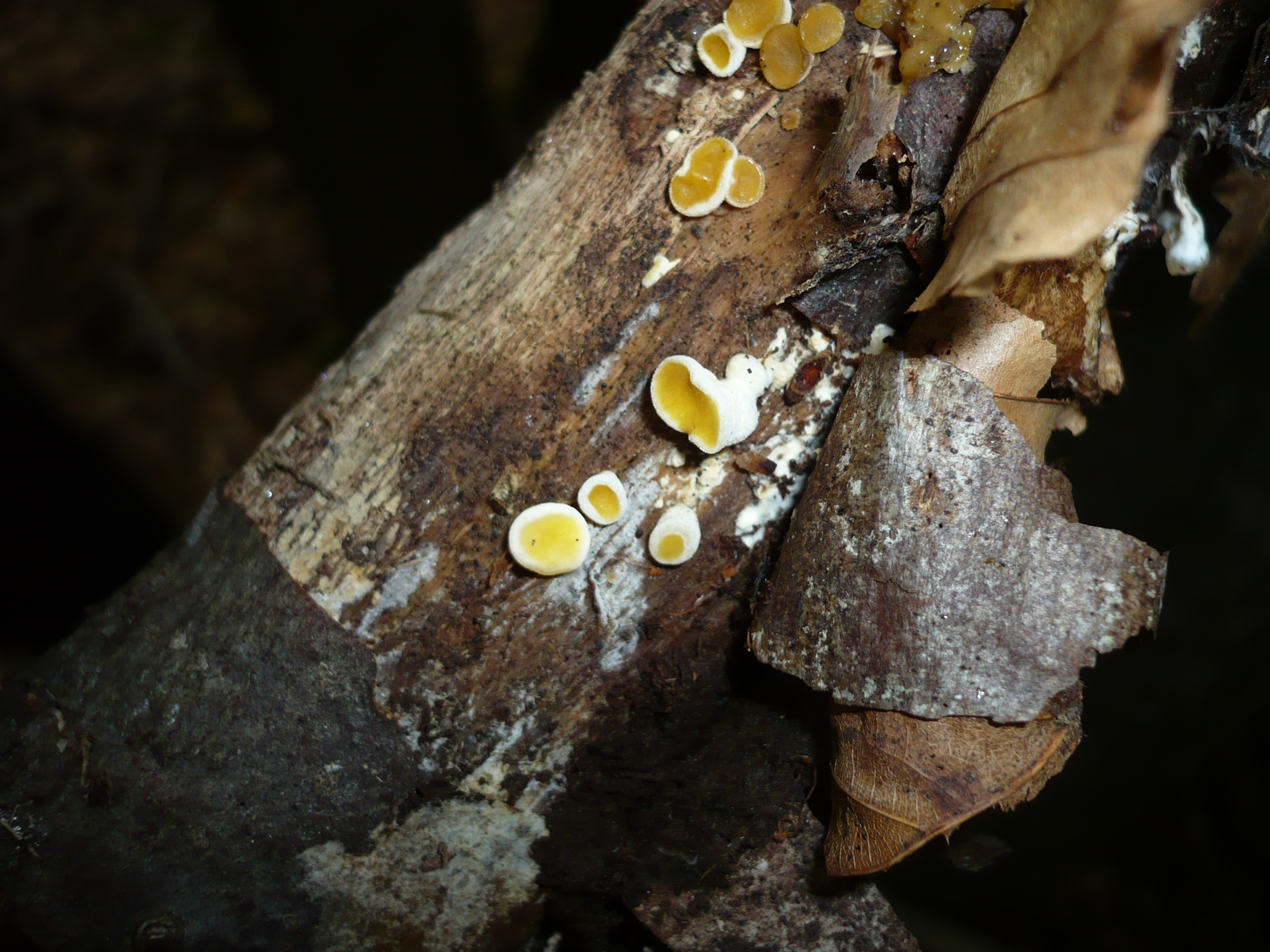
Ditiola pezizaeformis
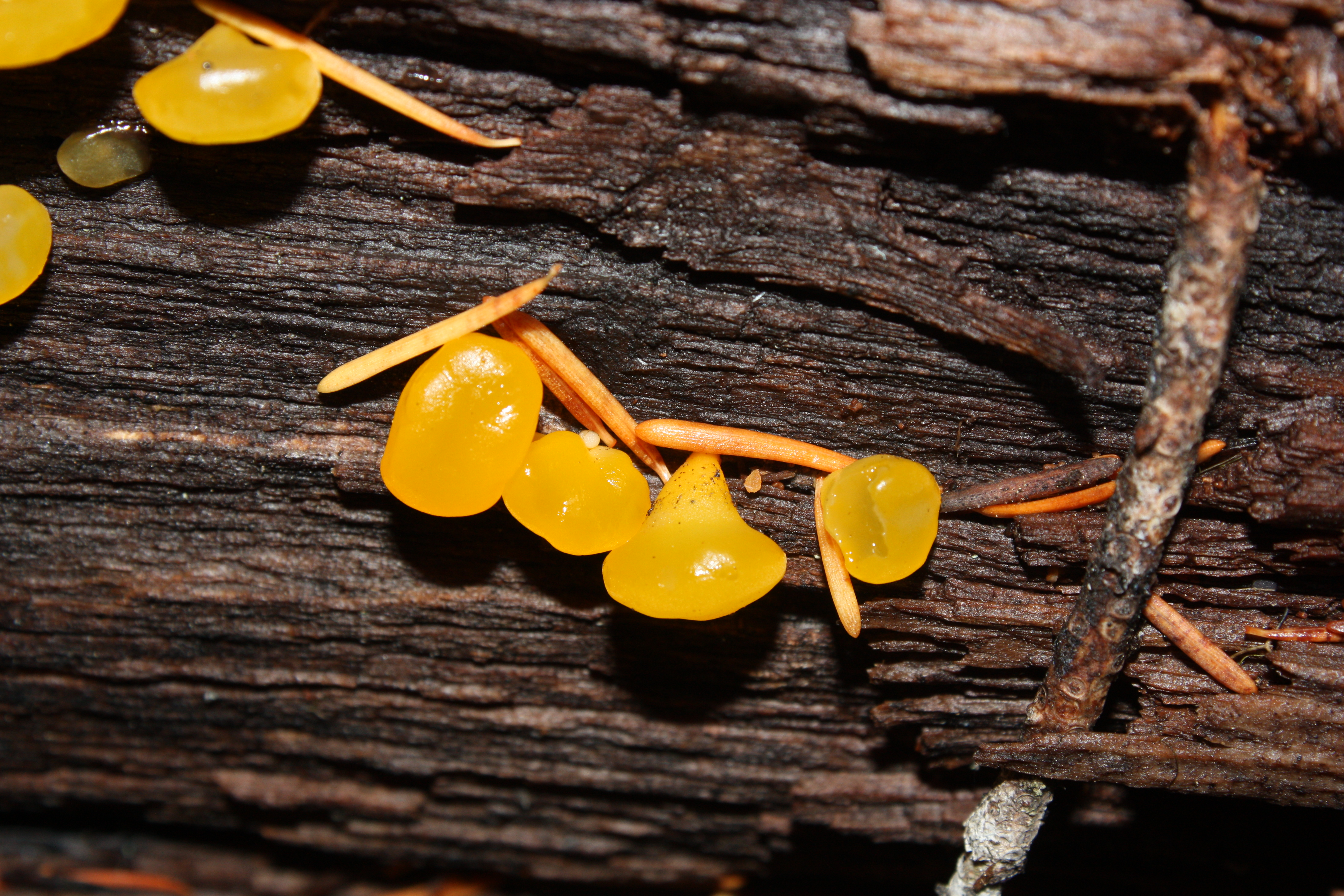
Guepiniopsis alpina